# Гёллерих, Август
Август Гёллерих (нем. August Göllerich; 2 июля 1859, Линц — 16 марта 1923, Линц) — австрийский музыкальный педагог, музыковед, дирижёр и пианист. Муж пианистки Гизелы Гёллерих.
Вырос в Линце и Вельсе, занимался музыкой у заметного местного педагога Августа Вика. Затем изучал математику в Вене, поскольку отец Гёллериха, крупный муниципальный чиновник, возражал против музыкальной карьеры сына. Позднее, однако, заступничество Антона Брукнера, близко знакомого с Гёллерихом-старшим, смягчило позицию отца, а после смерти отца в 1883 году Гёллерих полностью посвятил себя музыке. Некоторое время он исполнял обязанности секретаря при Брукнере, а затем и при Ференце Листе, одновременно беря у них уроки. С 1886 г. работал в Вене как музыкальный критик, в конце десятилетия гастролировал в России как пианист. В 1890—1896 гг. занимал должность директора в музыкальной школе в Нюрнберге, основанной Линой Раман и Идой Фолькман, а в 1896 году возглавил музыкальную школу Линцского музыкального общества и руководил ею до конца жизни, много сделав для развития музыкальной жизни в городе. Выступал также как хоровой дирижёр. Опубликовал очерк творчества Августа Райссмана (1887), две книги о Листе, книгу о Бетховене.
Важнейшим трудом Гёллериха стала биография его наставника Брукнера. На протяжении многих лет он проводил сравнительный анализ рукописей Брукнера, вёл активную переписку с другими его учениками и в 1922 году выпустил первый том своего труда. По материалам Гёллериха книга была завершена Максом Ауэром и полностью опубликована к 1936 году (нем. Anton Bruckner: ein Lebens- u. Schaffensbild), получив высокую оценку специалистов (в частности, И. И. Соллертинского).
Именем Гёллериха в 1929 году названа улица (нем. Göllerichstraße) в Линце.